# AE Karawa
Atlitiki Enosi Karawa (gr. Αθλητική Ένωση Καραβά) – cypryjski klub sportowy z miejscowości Karawas, dystrykt Kirenia. Założony został w 1957 roku.
Dwie pierwsze sekcje - piłki nożnej i lekkoatletyki - założone zostały 2 maja 1957 roku. W 1960 roku powstała sekcja piłki siatkowej.
Obecnie największe osiągnięcia osiąga zespół siatkarski, grający w najwyższej klasie rozgrywek klubowych. W sezonie 2011/2012 został mistrzem Cypru.

## Sekcja piłki siatkowej

### Rozgrywki krajowe
| Sezon     | Rozgrywki                | Miejsce    |
| --------- | ------------------------ | ---------- |
| 2008/2009 | Protathlima A'Kategorias | 7. miejsce |
| 2009/2010 | Protathlima A'Kategorias | 2. miejsce |
| 2010/2011 | Protathlima A'Kategorias | 2. miejsce |
| 2011/2012 | Protathlima A'Kategorias | 1. miejsce |
| 2012/2013 | Protathlima A'Kategorias | 3. miejsce |

### Rozgrywki międzynarodowe
| Sezon     | Rozgrywki        | Miejsce     |
| --------- | ---------------- | ----------- |
| 2010/2011 | Puchar Challenge | II runda    |
| 2011/2012 | Puchar Challenge | 1/8 finału  |
| 2012/2013 | Puchar CEV       | 1/16 finału |
| 2012/2013 | Puchar Challenge | 1/16 finału |
| 2013/2014 | Puchar Challenge |             |

### Osiągnięcia
- Mistrzostwa Cypru:
  -  1. miejsce (1x): 2012
  -  2. miejsce (2x): 2010, 2011
  -  3. miejsce (1x): 2013
- Puchar Cypru:
  -  1. miejsce (1x): 2010
- Superpuchar Cypru:
  -  1. miejsce (2x): 2010, 2012

### Kadra
Sezon 2013/2014
- Pierwszy trener: Pavlos Pavlou
- Asystent trenera: Periklis Athanasopoulos

| Nr | Imię i nazwisko                         | Data ur. | Wzrost | Pozycja      |
| -- | --------------------------------------- | -------- | ------ | ------------ |
| 3  | Vasilios Michael                        | 1982     | ?      | libero       |
| 4  | Gavriel Kosiaris                        | 1990     | ?      | przyjmujący  |
| 6  | Tom Lord                                | 1986     | ?      | środkowy     |
| 7  | Andreas Spyrou                          | 1994     | ?      | rozgrywający |
| 9  | Janis Chadzifilipu                      | 1980     | ?      | przyjmujący  |
| 10 | Christos Hadjivasilis                   | 1992     | ?      | atakujący    |
| 11 | Renzo Yordani Sanchez Pina              | 1985     | ?      | środkowy     |
| 13 | Rodolpho Juozas Zasvistanavicius Novaes | 1979     | ?      | atakujący    |
| 17 | Constantinos Hadjidamianou              | 1985     | ?      | libero       |
| 18 | Vladimir Knezevic                       | 1984     | ?      | przyjmujący  |
|    | Demetris Pavlou                         | 1998     | ?      | przyjmujący  |
|    | Anastasios Stylianou                    | 1994     | ?      | środkowy     |